# Enrique Aguilar
Enrique Marlon Aguilar (* 27. Januar 2007) ist ein Schweizer Fussballspieler.

## Karriere

### Verein
Aguilar begann seine Karriere beim FC Basel. Im Februar 2023 wechselte der Angreifer nach Österreich in die Akademie des FC Red Bull Salzburg.
Zur Saison 2024/25 rückte Aguilar in den Kader des Farmteams FC Liefering. Sein Debüt in der 2. Liga gab er dann im August 2024, als er am zweiten Spieltag jener Saison gegen den SV Lafnitz in der 88. Minute für Zeteny Jano eingewechselt wurde.
Im Februar 2025 erhielt Aguilar einen Profivertrag bei den Salzburgern. In Folge rückte er zur Saison 2025/26 in den Bundesligakader der Bullen auf und nahm bereits im Juni 2025 mit dem Team an der Klub-WM teil.

### Nationalmannschaft
Aguilar spielte im September 2022 erstmals für eine Schweizer Jugendnationalauswahl. Von August 2023 bis Oktober 2023 spielte er fünfmal für die U-17-Mannschaft.